# Mollisia spectabilis
Mollisia spectabilis är en svampart som beskrevs av Kirschst. 1906. Mollisia spectabilis ingår i släktet Mollisia och familjen Dermateaceae.   Inga underarter finns listade i Catalogue of Life.